# Pomponema claviacaudatum
Pomponema claviacaudatum är en rundmaskart. Pomponema claviacaudatum ingår i släktet Pomponema, och familjen Cyatholaimidae. Arten är reproducerande i Sverige.